# Monumento à Aldeia de Nossa Senhora dos Pinheiros

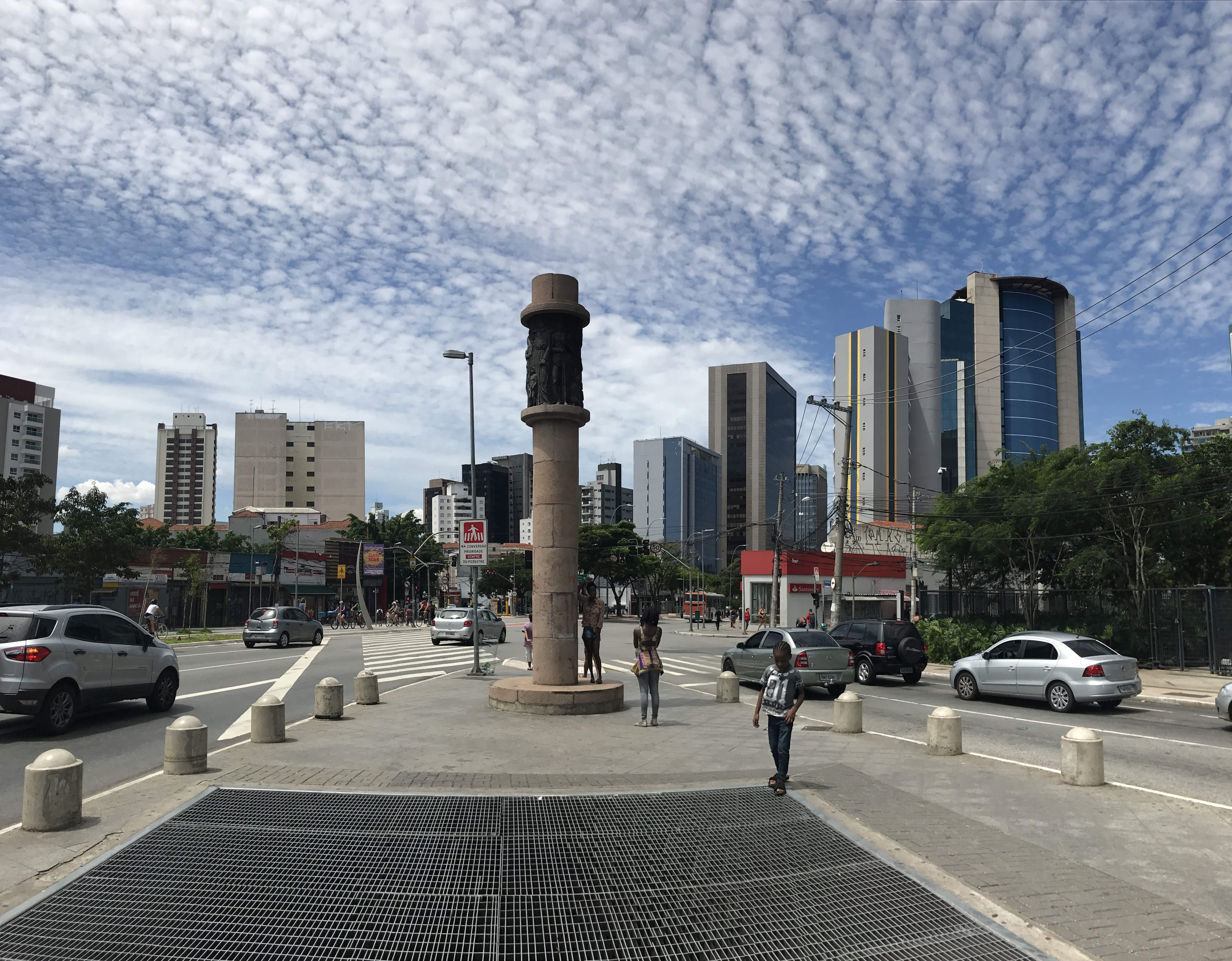
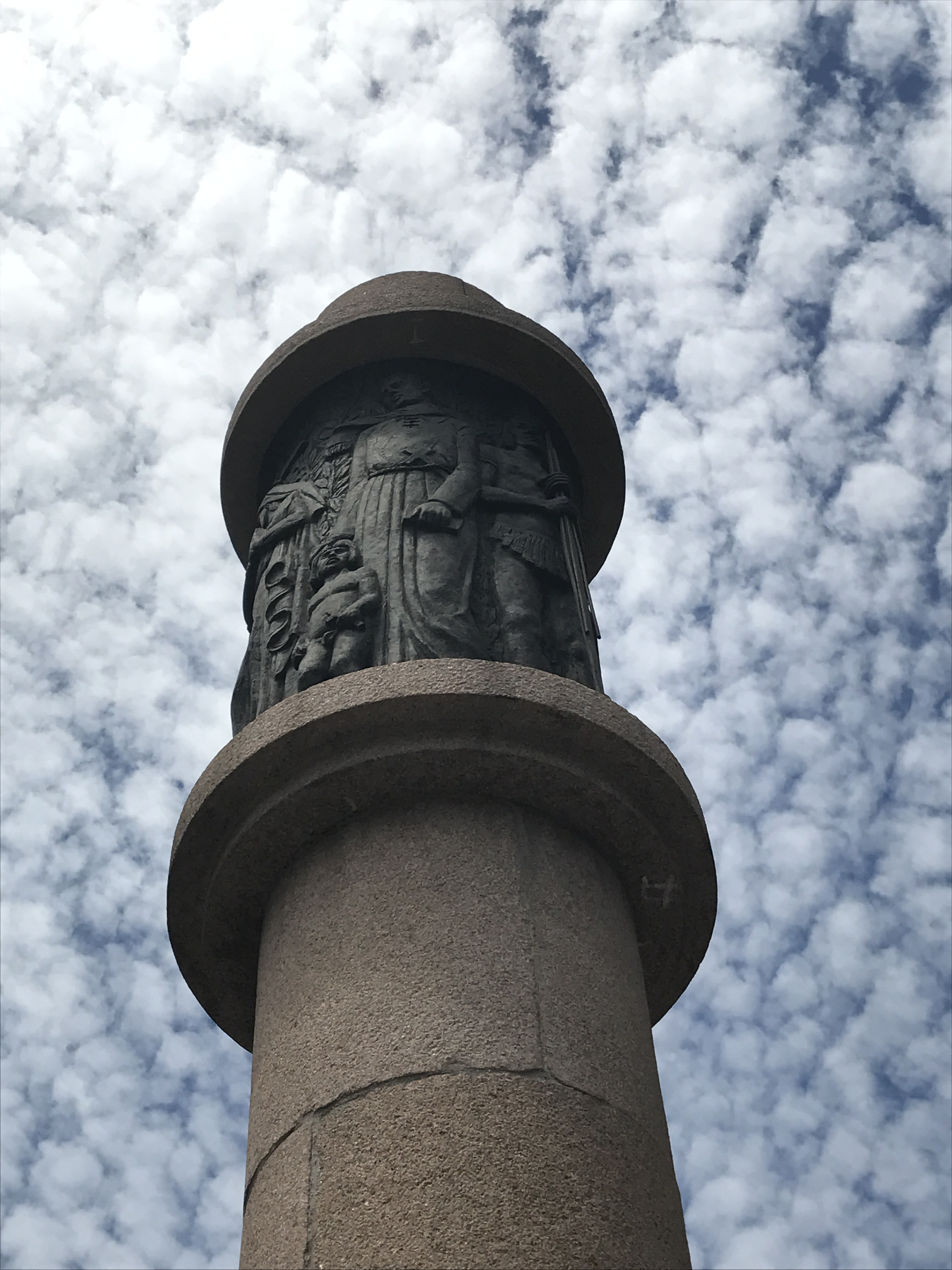
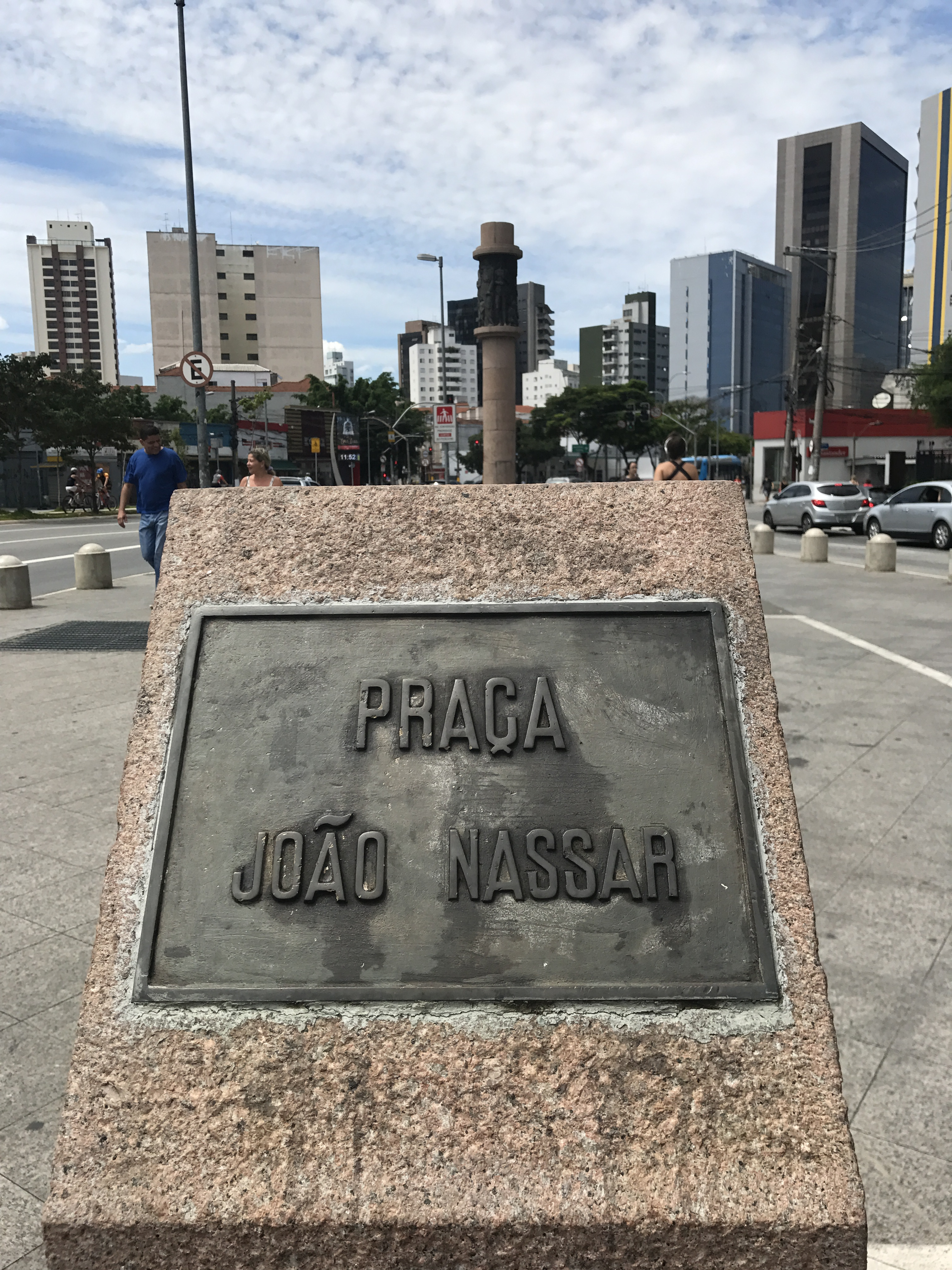

Monumento à Aldeia de Nossa Senhora dos Pinheiros é um obelisco localizado na Praça João Nassar, no Largo da Batata, em São Paulo. Foi criado por Luis Morrone e inaugurado em 1971. A obra tem 7,5 metros de altura e é considerada uma das mais significativas de Pinheiros. No obelisco há representações de indígenas, religiosos e bandeirantes, representativos do povoamento de Pinheiros, no século XVI.
A origem da peça de Morrone deve-se à iniciativa de diversas entidades sociais paulistanas, incluindo o Lions Clube, a Associação Comercial de São Paulo e o Rotary Club.
O obelisco foi retirado do local em 2005, no contexto das obras de construção da Estação Faria Lima, e reposta em 2011. No período, a obra foi restaurada.